# Miriam Lahnstein
Miriam Lahnstein (Düsseldorf, 9 augustus 1974) is een Duitse actrice.
Als actrice maakte Lahnstein haar debuut op 13-jarige leeftijd in de WDR-serie Wer nicht wagt. Landelijke bekendheid kreeg ze door haar rol als Tanja von Anstetten in de dagelijkse soapserie Verbotene Liebe. Sinds 1995 is ze in de serie te zien, met enkele onderbrekingen. Naast haar rol als Tanja speelde ze ook rollen in bijvoorbeeld Alles Bob. Naast het acteren heeft Miriam ook een opleiding Psychologie gedaan aan de Heinrich-Heine-Universität.
Miriam is een nicht van de Duitse politicus Manfred Lahnstein, onder andere minister van Financiën geweest. Haar zus heet Vanessa en heeft een tijd lang de rol van huishoudster gespeeld in Verbotene Liebe. Miriam is getrouwd en is moeder van twee kinderen.

## Filmografie (selectie)
- 1990: Leo und Charlotte
- 1995–1998, 2001, 2004–2015: Verbotene Liebe (hoofdrolspeler)
- 1997: Unser Charly
- 1997: Parkhotel Stern
- 1998: Callboy
- 1998: Die Strandclique
- 1998: Das Amt: Das Amt in Berlin
- 1998: Alarm für Cobra 11: Der Joker
- 1999: Balko: Tödliche Nachbarschaft
- 1999: Die Rettungsflieger: Außer Kontrolle
- 1999: Mädchenhandel
- 1999: Cops 2000
- 1999: Alles Bob
- 2000: Kleiner Mann sucht großes Herz
- 2000–2002: Die Pfefferkörner
- 2001: Ich schenk Dir meinen Mann 2
- 2001: SOKO 5113: Ein mörderischer Fall
- 2001: Klinikum Berlin Mitte – Leben in Bereitschaft
- 2002: Großstadtrevier
- 2003: Edel & Starck: Freund und Feind
- 2003: Die Wache: Schein und Sein
- 2004: Marienhof
- 2004: Verschollen: Sie haben überlebt
- 2014: In aller Freundschaft: Böses Blut
- 2016: SOKO Köln: Vier Freundinnen und ein Todesfall
- 2017: Rentnercops: Liebesspieler
- 2018: Heldt: Wer hat den Größten?
- 2018: Morden im Norden: Filmriss
- 2019: Alles was zählt (gastrol)
- 2020: Falk: Rosa Rauschen
- 2021: Verbotene Liebe – Next Generation
- 2021: Der Lehrer: Mit wieviel L schreibt man Bullshit?
- 2022: Blutige Anfänger: Tod in Acryl
- 2023: Unter uns